# Breogán

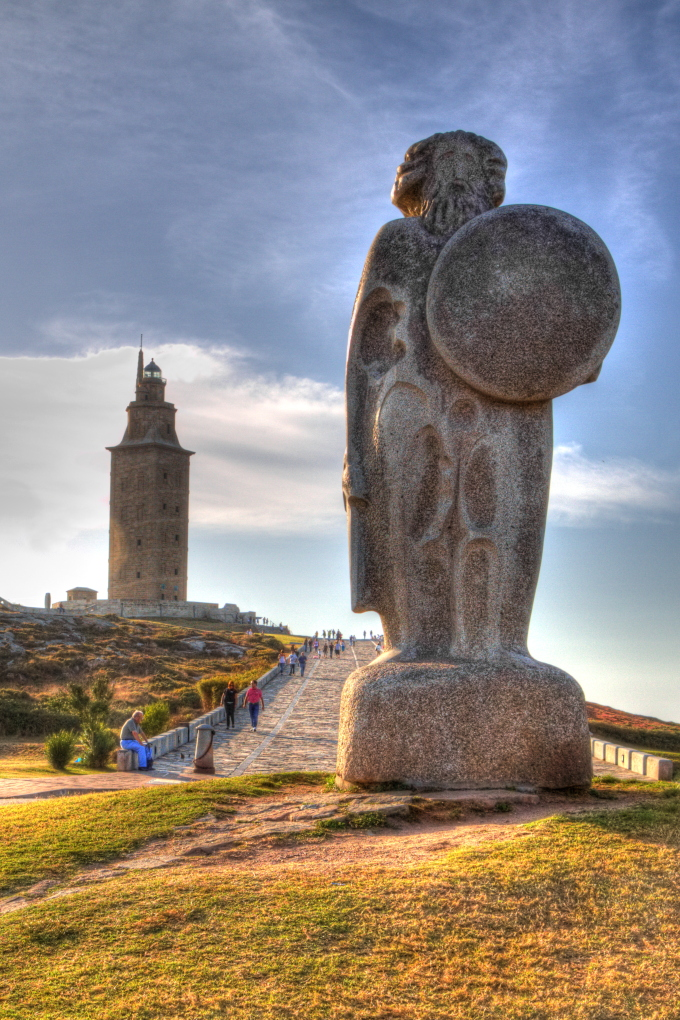
Het standbeeld van Breogán in A Coruña

Breogán, de zoon van Brath, is een mythische Keltische koning van Galicië. Zijn zoons waren Ith en Bile (Belenus).
Hij wordt gezien als de vader van de Galicische natie. Galicië wordt dan ook wel het "Huis van Breogán" genoemd (Galicisch: Fogar de Breogán). Zijn naam wordt ook genoemd in Os Pinos, het Galicische volkslied.

## Legende
Volgens de Keltische legenden, verzameld in de Lebor Gabála Érenn uit de 11e eeuw, was Breogán degene die een immens hoge toren bouwde in Brigantium. De locatie van Brigantium is tegenwoordig onduidelijk; gedacht wordt aan Betanzos, of A Coruña. Vanuit deze toren konden Ith en Bile aan de horizon een land met groene kusten zien. Hiermee wordt Ierland bedoeld. Zij besloten erheen te varen, maar werden hier opgewacht door de Tuatha Dé Danann, een volk dat Ierland bewoonde voor de komst van de Kelten. Zij vielen hen aan en een van Breogáns zoons, Ith, werd gedood. Decennia later ondernam Breogáns kleinzoon Míl Espáine de reis opnieuw. Hij wreekte de dood van Ith en versloeg uiteindelijk de Tuatha Dé Danann, waarna de Kelten zich in Ierland vestigden.
Bij de Herculestoren in A Coruña staat een groot standbeeld van Breogán.